# Фридрих фон Хомберг
Фридрих фон Хомберг (на немски: Friedrich von Homberg; † пр. ноември 1284 или 8 февруари пр. 1285) от фамилията на графовете на Фробург в Золотурн е граф на Хомберг в Швейцария. Роднина е с род Хоенщауфен.
Той е най-малкият син на граф Херман IV фон Фробург-Хомберг (1230 – 1253) и съпругата му фон Тирщайн-Хомберг, единствена дъщеря и наследница на граф Вернер III фон Хомберг († сл. 1223). Братята му са граф Вернер I фон Хомберг (1254 – 1273) и Лудвиг I фон Хомберг († 1289 в битка), граф на Хомберг и господар на Раперсвил.

## Фамилия
Фридрих фон Хомберг се жени и има децата:
- Херман фон Хомберг († 19 ноември 1303), рицар на Ордена на хоспиталиерите в Клингенау, граф на Хомберг ноември 1284 г.
- вер. Ита фон Хомберг († 19 март 1316/1328), омъжена сл. ноември 1284 г. за граф Фридрих IV фон Тогенбург († 15 ноември 1315)

## Галерия
- Останки от замък Фробург